# Louis Essen

Louis Essen (6 de setembro de 1908 – 24 de agosto de 1997) foi um físico inglês, cujas mais notáveis conquistas foram na precisão da medida do tempo e a determinação da velocidade da luz. Ele foi um crítico da teoria da relatividade de Albert Einstein, particularmente relacionada a dilatação do tempo.
Em 1955, fez uma versão aprimorada do relógio atômico, baseada na transição do átomo de césio 133. Isto levou a uma definição internacionalmente aceita acerca do segundo baseada no tempo atômico.